# NSHC Apeliotes
De Nijmeegse Studenten Hockey Club (NSHC) Apeliotes is een hockeyclub uit Nijmegen.
De club is opgericht op 8 oktober 1987 en is vernoemd naar de Griekse God van de zuidoostenwind "Apeliotes". De clubkleuren zijn geel en blauw. Het kostuum bestaat uit een geel shirt, donkerblauwe broek/rok en donkerblauwe kousen. NSHC Apeliotes speelt haar thuiswedstrijden op het Universitair Sportcentrum van de Radboud Universiteit Nijmegen. Het heeft hier de beschikking over een zandveld en sinds 10 oktober 2010 ook over een semiwaterveld. Jaarlijks organiseert Apeliotes een weekendlang hockeytoernooi, dat voorheen het Lekker Belangrijk Toernooi werd genoemd maar in 2015 is omgedoopt tot "Stickstof". Het toernooi wordt gehouden sinds 1998 en is de opvolger van het Apollekes Toernooi dat in de jaren daarvoor door NSHC Apeliotes georganiseerd werd.
Apeliotes is een studentensportvereniging maar heeft daarnaast ook kenmerken van een studentenvereniging door de activiteiten die ook buiten het veld worden georganiseerd. De vereniging beschikt over een eigen clubhuis op het Universitair Sportcentrum en ook over ruimte in de Villa Van Schaeck, een studentensociëteit in het centrum van Nijmegen.
Als studentensportvereniging heeft Apeliotes alleen seniorenleden. De club neemt in het seizoen 2021/22 met 15 dames- en 7 herenteams deel aan de KNHB-competitie en heeft daarnaast nog 2 damestrainingsteams.
In het seizoen 2022/23 won het eerste damesteam de KNHB Silver Cup.